# Lispe andrewi
Lispe andrewi är en tvåvingeart som beskrevs av Paterson 1953. Lispe andrewi ingår i släktet Lispe och familjen husflugor. Inga underarter finns listade i Catalogue of Life.